# Marcat
Marcat (titlu original: Branded) este un film SF americano-rusesc din 2012 scris si regizat de Jamie Bradshaw si Aleksandr Dulerayn.